# Колібрі-ельвіра золотистолобий
Колі́брі-ельвіра золотистолобий (Microchera cupreiceps) — вид серпокрильцеподібних птахів родини колібрієвих (Trochilidae). Ендемік Коста-Рики.

## Опис

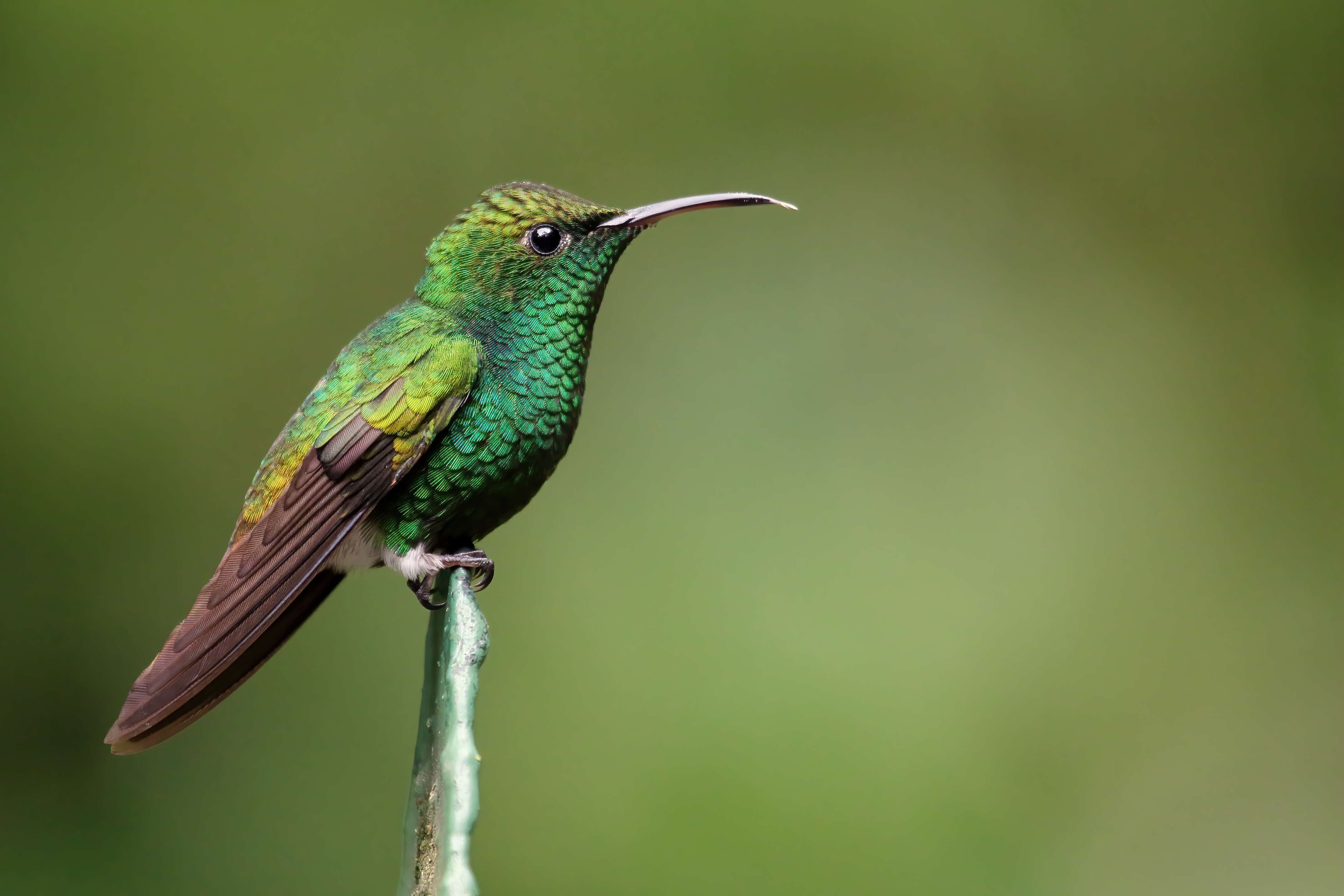
Самець золотистолобого колібрі-ельвіри

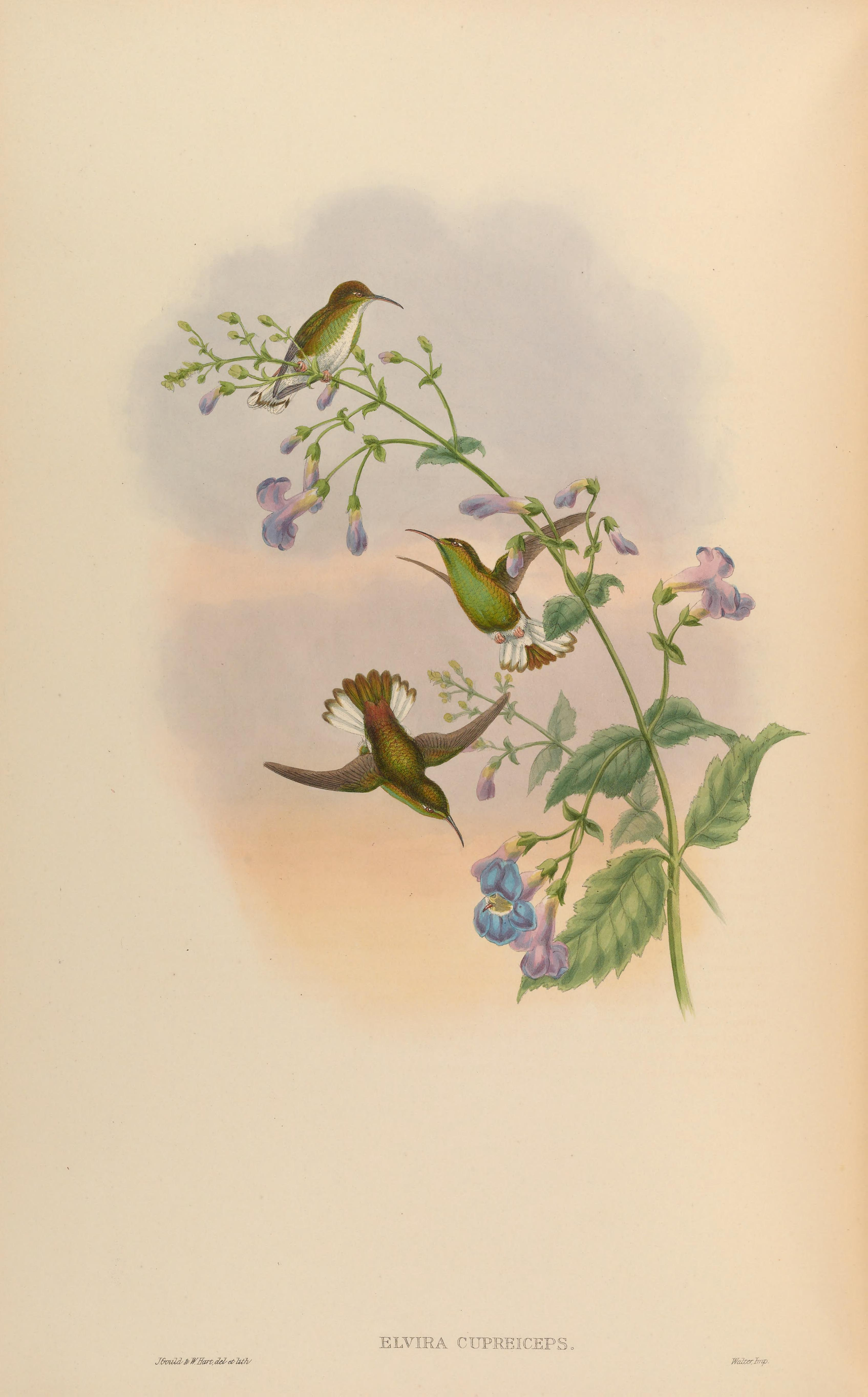
Золотистолобі колібрі-ельвіри

Довжина птаха становить 7,5 см, самці важать 3,4 г, самиці 3,1 г. У самців тім'я тьмяно-мідно-бронзове, потилиця і спина бронзово-зелені, надхвістя яскраво-мідно-бронзове. Центральна пара стернових пер бронзова, наступні три пари білі з блідо-сірими кінчиками, крайні стернові пера білі з чорними кінчиками. Нижня частина тіла яскраво-жовтувато-зелена з металевим відблиском, нижні покривні пера хвоста білі. Дзьоб вигнутий, чорний, знизу біля основи рожевий. У деяких самців, що мешкають на крайній півночі гірського хребта Кордильєра-де-Гуанакасте в центрі грудей є пурпурова пляма.
У самиць верхня частина тіла металево-зелена, надхвісся яскраве, мідно-бронзове. Центральна пара стернових пер яскраво-бронзова, наступні три пари білі з сірою або чорнуватою смугою на кінці, а крайні стернові пера білі з сірими або чорнуватими кінчиками. Нижня частина тіла тьмяно-біла або сірувато-біла, гузка біла, боки поцятковані металево-зеленими плямами. Забарвлення молодих птахів є подібне до забарвлення самиць, однак пера на голові і надхвісті у них мають коричнюваті краї. У молодих самців верхня частина тіла тьмяно-бронзово-зелена, тім'я тьмяно-зелена з мідним відтінком.

## Поширення і екологія
Золотистолобі колібрі-ельвіри мешкають в горах на півночі і в центрі Коста-Риці, переважно на карибських схилах, на крайній півночі ареалу також на тихоокеанських схилах. Вони живуть у вологих гірських тропічних лісах, на узліссях і галявинах. В гущавині лісу самці віддають перевагу кронам дерев, а самці підліску, однак на узліссях і галявинах вони зустрічаються поряд. Золотистолобі колібрі-ельвіри зустрічаються на висоті від 300 до 1500 м над рівнем моря, на тихоокеанських схилах на висоті понад 1200 м над рівнем моря. Під час негніздового періоду вони мігрують у нижню частину свого висотного діапазону.
Золотистолобі колібрі-ельвіри живляться нектаром різноманітних квітучих трав'янистих рослин, чагарників і дерев, зокрема з родів Besleria, Cavendishia, Clusia, Guarea, Pithecellobium, Quararibea, Satyria і Inga, а також комахами, яких ловлять в польоті або збирають з рослинності. Сезон розмноження у них триває переважно з жовтня по березень. Самиці токують, приваблюючи самиць співом. Гніздо невелике, чашоподібне, робиться з рослинного пуху, луски деревоподібної папороті і павутиння, зовні покривається мохом і лишайником, розміщується в підліску, на висоті від 1 до 3 м над землею. В кладці 2 яйця.